# Tropidonophis aenigmaticus
Tropidonophis aenigmaticus — вид змій родини полозових (Colubridae). Ендемік Папуа Нової Гвінеї.

## Поширення і екологія
Tropidonophis aenigmaticus є ендеміками острова Фергюссон в групі островів Д'Антркасто. Вони живуть у вологих тропічних лісах, на берегах водойм.